# Když přišli nacisté

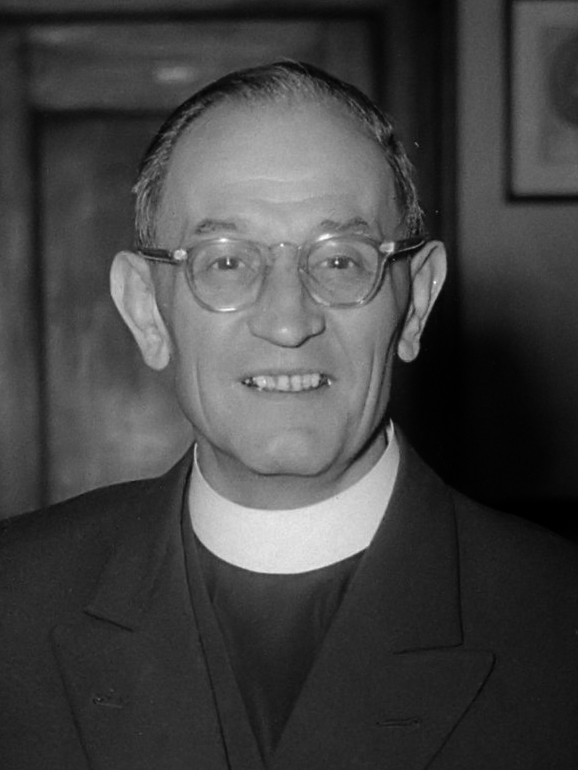
Martin Niemöller na fotografii z roku 1952

Když přišli nacisté… Pod tímto českým názvem je obvykle skryt známý úryvek textu připisovaného německému protestantskému teologovi Martinovi Niemöllerovi (1892–1984). Skýtá morální apel na většinovou společnost, jež přehlíží útlak menšin či mu dokonce sama napomáhá.
Původ tohoto textu není s určitostí znám, stejně jako jeho přesné původní znění. Poprvé měl údajně zaznít v roce 1946, později sám Niemöller připustil, že si není zcela jist, kdy uvedený citát poprvé pronesl. Proslavení citátu v pozdějších letech napomohlo jednak vydání knihy Miltona Mayera They Thought They Were Free (Mysleli si, že jsou svobodní; 1955), jednak všeobecná intelektuální atmosféra 60. let, kdy zejména v kruzích sociálních aktivistů v USA ovlivněných myšlenkami tzv. nové levice (new left) takřka zdomácněl. Znění citátu bylo často modifikováno dosazením té či oné menšiny (Židé, tělesně postižení, nevyléčitelně nemocní, Svědkové Jehovovi apod.) namísto s největší pravděpodobností původně uvedených komunistů či sociálních demokratů. Poslední, nejčastěji citovaná verze, pochází z roku 1976.

## Anglický text básně Martina Niemöllera

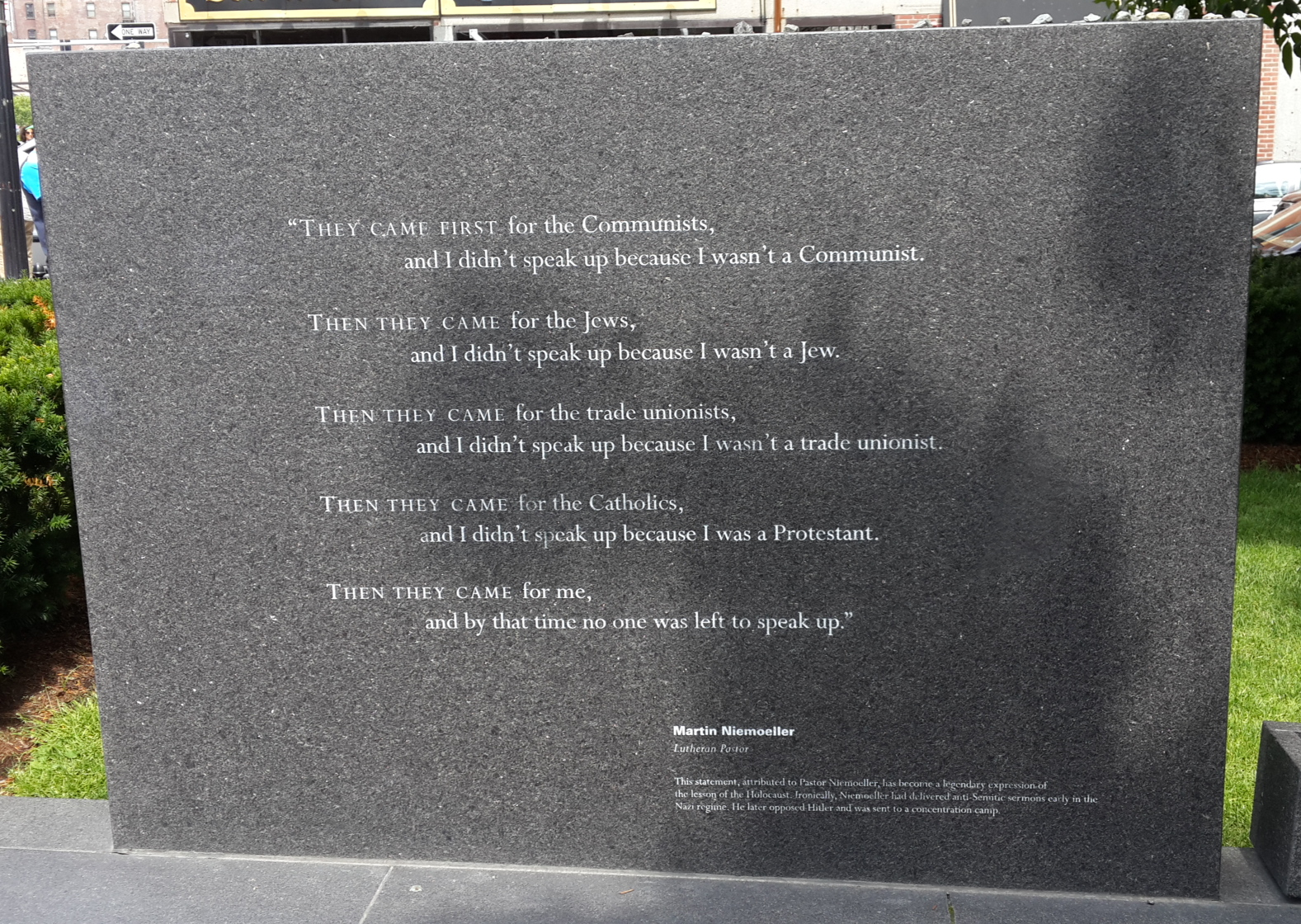
Text básně před památníkem obětem holocaustu v Bostonu

Anglický přepis projevu Martina Niemöllera z ledna 1946:

THEY CAME FIRST for the Communists, 

		and I didn't speak up because I wasn't a Communist.

THEN THEY CAME for the Jews,

		and I didn't speak up because I wasn't a Jew.

THEN THEY CAME for the trade unionists,

		and I didn't speak up because I wasn't a trade unionist.

THEN THEY CAME for the Catholics,

		and I didn’t speak up because I was a Protestant.

THEN THEY CAME for me

		and by that time no one was left to speak up.

## Český překlad
Nejdřív přišli pro komunisty, 

		a já jsem se neozval, protože jsem nebyl komunista.

Pak přišli pro Židy,

		a já jsem se neozval, protože jsem nebyl Žid.

Pak přišli pro odboráře,

        	a já jsem se neozval, protože jsem nebyl odborář.

Pak přišli pro katolíky,

		a já jsem se neozval, protože jsem byl protestant.

Pak přišli pro mě

		a tehdy už nezbýval nikdo, kdo by se mohl ozvat.